# Kamienica przy ulicy Psie Budy 5-6 we Wrocławiu
Kamienica przy ulicy Psie Budy – barokowa kamienica znajdująca się na ulicy Psie Budy 5-6 we Wrocławiu.

## Historia i opis architektoniczny

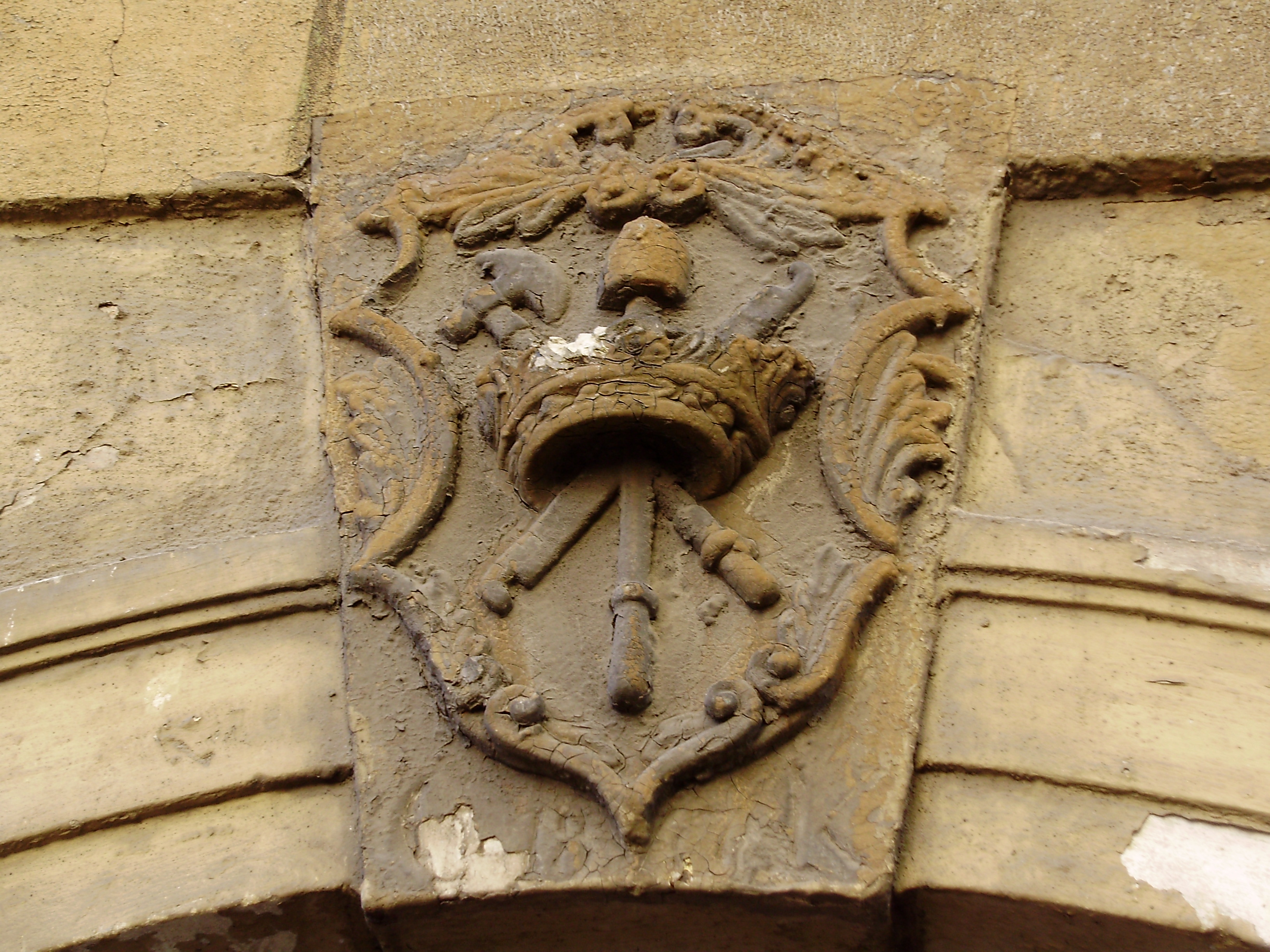
Herb nad wejściem do budynku

Czterokondygnacyjna murowana kamienica nr 5, pięcioosiowa, kalenicowa, wzniesiona została w XVII wieku, prawdopodobnie w 1672 roku.; przebudowana w XVIII. Podczas działań wojennych w 1945 roku kamienica została zniszczona; odbudowana w latach 1958–1961 według projektu Stanisława Koziczuka. Przekształceniu uległ wówczas układ wewnętrzny budynku, głównie z powodu połączenia kamienicy z kamienicą nr 6. W osi środkowej kamienicy nr 5 znajduje się wejście, nad którym w kluczu portalu znajdował się barokowy herb: w polu otoczonym stylizowanymi liśćmi akandu umieszczone były spięte trzy narzędzia szklarskie a nad nimi koronę. Nad herbem w polu klucza umieszczono datę 1672. Taki wizerunek zachował się na grafice autorstwa Berharda Mannfelda wykonanej w latach 1870-1872. Obecnie data na herbie jest niewidoczna.   
W latach 2013–2014 elewacja przednia i tylna kamienicy została wyremontowana. Podczas remontu zniszczone zostały „palimpsesty” szyldów – pozostałości nakładających się napisów reklamowych znajdujących się nad oknami parteru. 